# Koła toczne

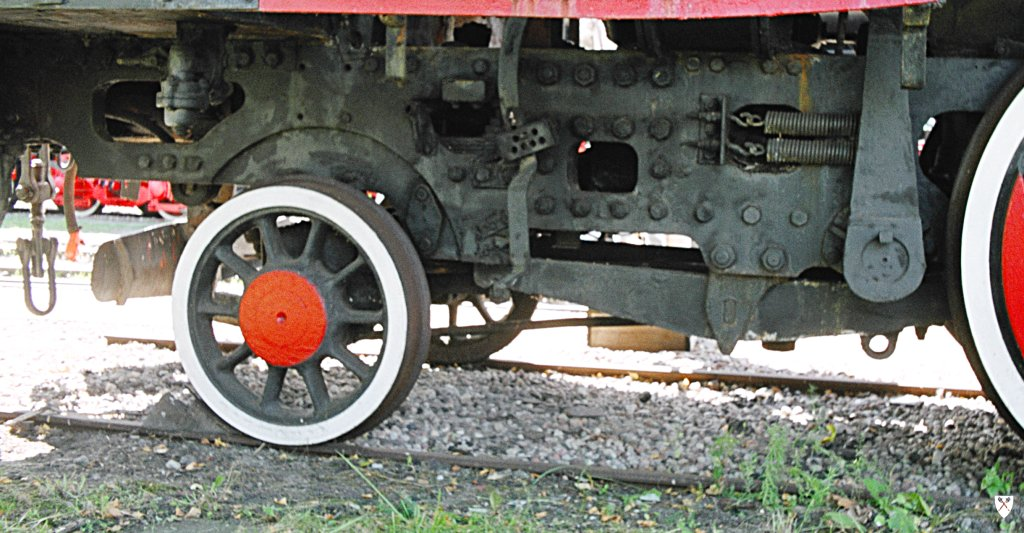
Wózek Kraussa-Helmholtza parowozu TKt48 z osią toczną.

Oś toczna (dawna nazwa oś potoczna) w pojeździe szynowym to oś pojazdu nie otrzymująca napędu.
W lokomotywach zadaniem zestawu kołowego osadzonego na osi tocznej jest przeniesienie ciężaru pojazdu na tor (np. w celu obniżenia nacisku) albo prowadzenie pojazdu po łuku toru (parowozy).
Obecnie osie toczne w lokomotywach stosuje się sporadycznie.